# Серет (місто)
Сере́т (Сірет, рум. Siret) — місто в південній Буковині (Румунія), над річкою Серетом у Сучавському повіті Румунії. Це одне з найстаріших міст Румунії, давня столиця Молдавського князівства наприкінці 14 століття.

## Географія
Розташоване на українсько-румунському етнічному кордоні на північно-східній межі Сучавського повіту, за 2 кілометри від кордону з Україною. Через місто проходить європейська траса E85.
Залізнична станція Вічані розташована на захід від Сірету і функціонує як пункт прикордонного контролю для перетину залізницею між Румунією та прикордонною транзитною станцією на залізничній станції Вадул-Сірет в Україні. Залізниця має стандартну колію з румунського боку і продовжується широкою колією в Україну. Сірет є одним із небагатьох міст у Румунії, де є обладнання для зміни колії, що дозволяє транспортувати без пересадок.

### Історико-ландшафтний опис
Місткий і виразний опис ландшафту міста Серет кінця ХІХ століття належить Віктору Прелічу – тодішньому професору місцевої реальної школи:  
«Місто Серет… майже по колу оточують ланцюги пагорбів, лише на північ від них відкривається гарний вид на рівнину Дубову, яку перетинає однойменна річка; до 1829 року рівнина була непрохідним болотом. 
На південному сході  здіймається гора «Руїна», яка отримала свою назву від старого муру, що існував ще в 1756 році і походив від замку (Замка).  На півдні – замкова гора Саска, названа так на честь ймовірного засновника замку. Західніше від цього пагорба, відділеного Сучавською дорогою,  пролягає узгір’я Гораїца [Гораїка], що веде до долини [річки] Сучави. На заході широкий хребет,  який називається «Татарчина», тягнеться до потоку, що відділяє Серет від [річечки] Пержелювки.  
Через центр міста протікає потік Какайна, що бере початок на полях [села] Святий Онуфрій;  на правому березі потоку  міститься село Руснаки або «Старе село»; Какайна, після злиття з потоком Негостина,  впадає в річку Серет».

## Історія

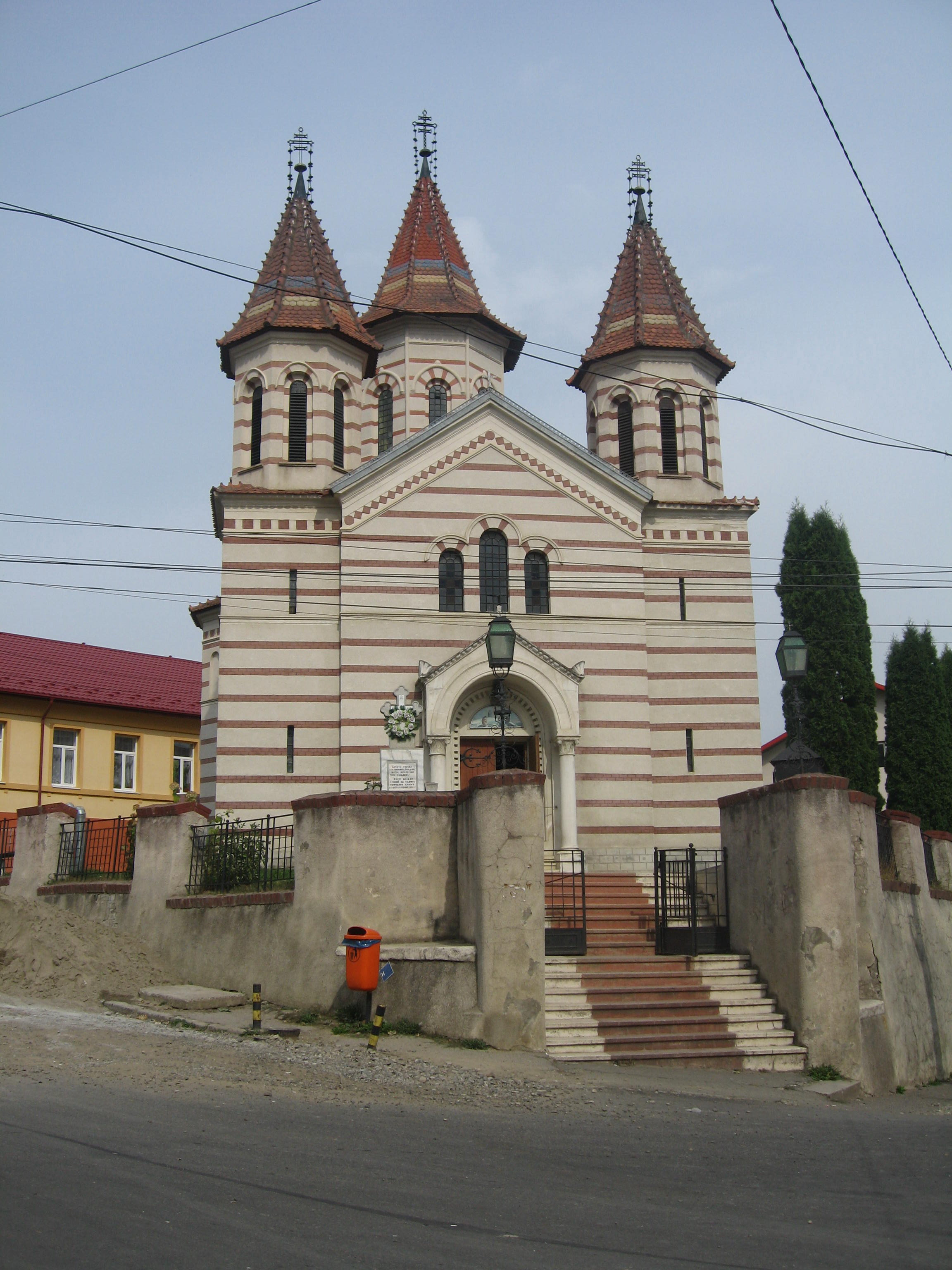
Українська греко-католицька церква у Сереті

У Сереті досі збереглась одна з найстаріших осель Буковини зі слідами заселення з неоліту і трипільської доби.
Серет вперше згадується як значний населений пункт у 1334 році. Це зафіксовано у реєстрі  провінцій та вікаріатів католицького чернечого Ордену братів менших (міноритів), згідно з яким до складу  вікаріату Русі (vicaria Russiae)   входила месіонерська місія у Сереті (лат. Cereth).  В латиномовних джерелах XIV століття Руссю, або ж королівство Русь (лат. Regnum Russiae), називали Галицьке князівство.
Інша згадка про місто Серет (civitate Seret) датується червнем 1340 року, коли у ньому загинули францисканські ченці Блажей (Власій) і Марек. Вони начебто «впали під народними сокирами». Цілком ймовірно, що ці події були пов’язані з отруєнням у квітні 1340 року галицько-волинського князя Юрія-Болеслава Тройденовича і народним «повстанням» проти іноземців, а також представників католицьких церковних і чернечих організацій, що мали особливий вплив у державі. 
У 1365-88 рр.  Серет був столицею Молдови.
Серет відзначається як руське місто у Волощині в Списку руських міст (1370—1390 рр).
1370—1435 рр. — центр католицького єпископства.
До середини XVI століття існувала єврейська громада.
В 1770 році Російська імперська армія зайняла місто і як наслідок, спалахнула епідемія холери.
За Австро-Угорщини (1774 — 1918) був містом з низкою українських установ (філії «Руської Бесіди» і «Української Школи»; українська бурса тощо).
Наприкінці Другої світової війни місто було зайнято 3 квітня 1944 року силами Першого Українського фронту під час Проскурівсько-Чернівецької операції. Серетський повіт поділено поміж УРСР (Чернівецька область) і Румунією. Тепер у румунській частині знаходиться 14 українських сіл.
У 1950-их роках у гімназії і педагогічній школі в Сереті діяли паралельні класи з українською мовою навчання.

## Населення
За переписом 1900 року в місті були 1082 будинки, проживали 7614 мешканців: 1882 українці, 669 румунів, 3093 євреї, 1566 німців і 256 поляків.
За переписом 1910 у Серетському повіті жило 26 809 (41,8 %) українців, румунів 19 199 (29,4 %).
У 1930 році в місті проживав 2 121 єврей, або 14 % від населення міста.
Згідно з даними перепису 2011 року у Сіреті проживало 7 721 житель, що менше, ніж за переписом 2002 року, коли в місті проживало 9 329 мешканців. У 2011 році від загальної кількості населення етнічні румуни – 95,85%, українці – 2,55%, поляки – 0,72%, німці (буковинські німці) – 0,42%, липованці – 0,28%.
За даними перепису 2021 року у місті проживало 6 708 осіб.

## Пам'ятки
Пам'ятки архітектури: 
- Церква святої Трійці з 1358
- Святого Івана з 1377

## Відомі люди

### Народились
- Варивода Антін — командант Легіону Українських Січових Стрільців.
- Драган Орест Іванович — командир школи піхоти при Армійському вишколі УГА.
- Максимович Іван Павлович (1864—1931) — полковник УГА.
- Михайлюк Михайло Ількович (1940) — український поет, прозаїк, літературний критик.

## Державний кордон

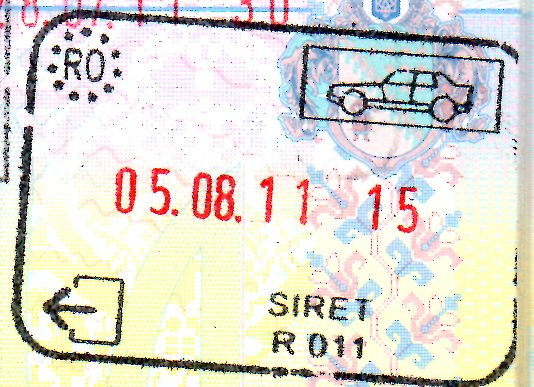
Штамп МАПП «Сірет»

Місто розташоване на кордоні з Україною, де діє найбільший автомобільний пункт пропуску з Україною Сірет—Порубне.

## Міста-партнери
Має партнерські зв'язки з містами:
- Алтеа, Іспанія
- Превеза, Греція
- Шерборн, Велика Британія
- Юденбург, Австрія
- Хойна, Польща
- Сігулда, Латвія
- Тюрі, Естонія
- Зволен, Словаччина
- Пренай, Литва
- Марсаскала, Мальта
- Дембиця, Польща
- Кам'янець-Подільський, Україна

## Світлини

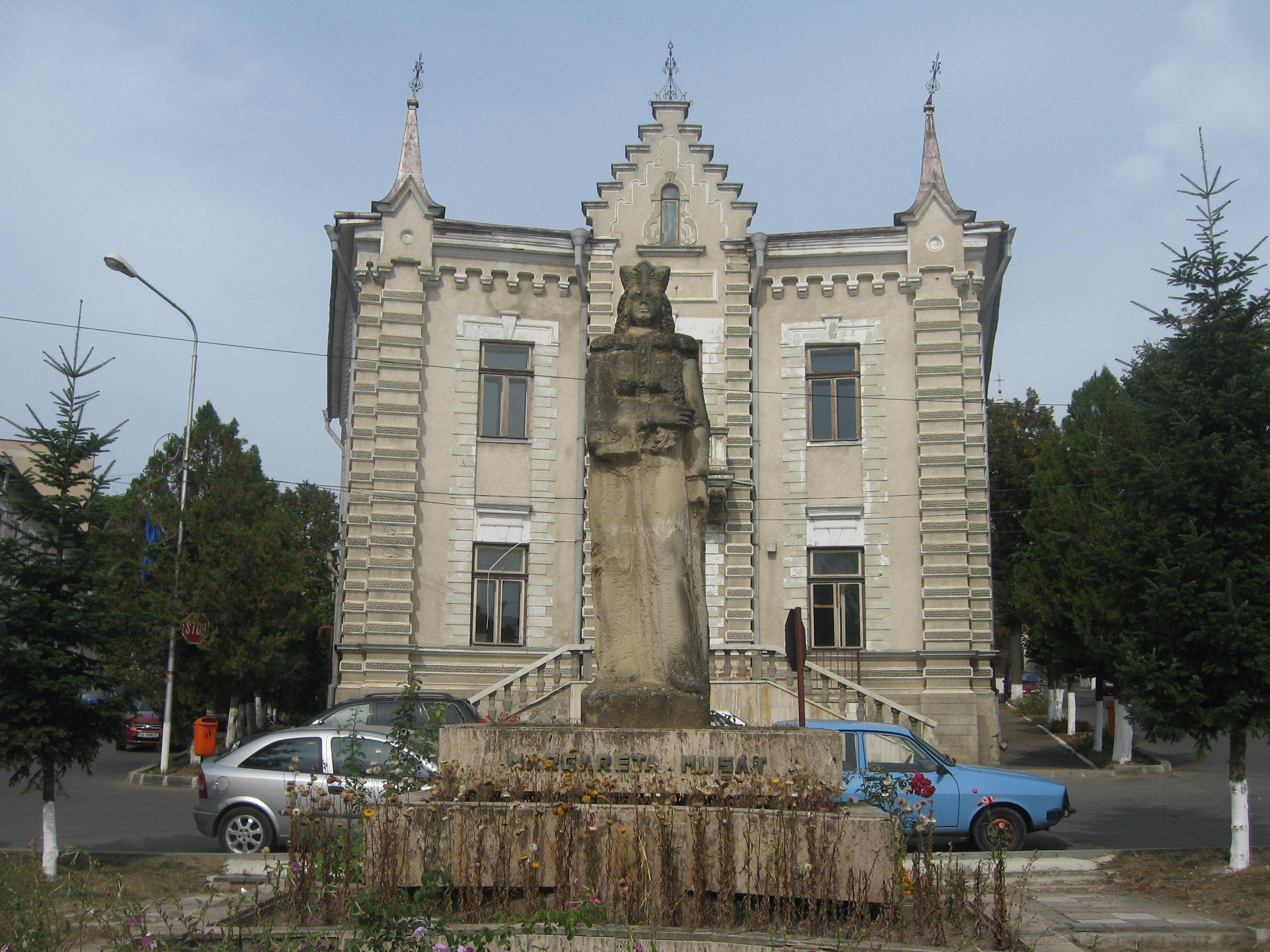
Статуя Маргарети Мушат
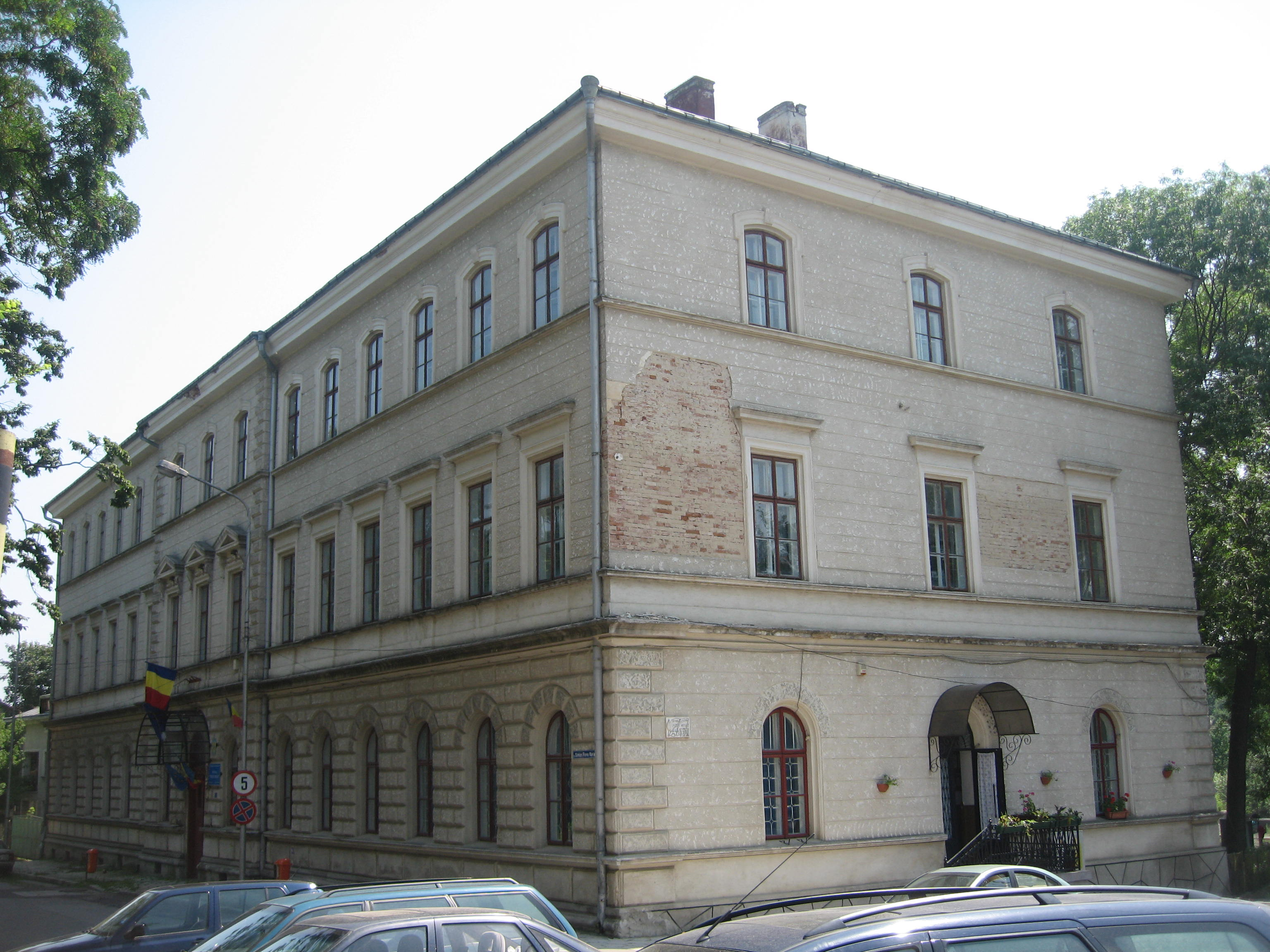
Середня школа
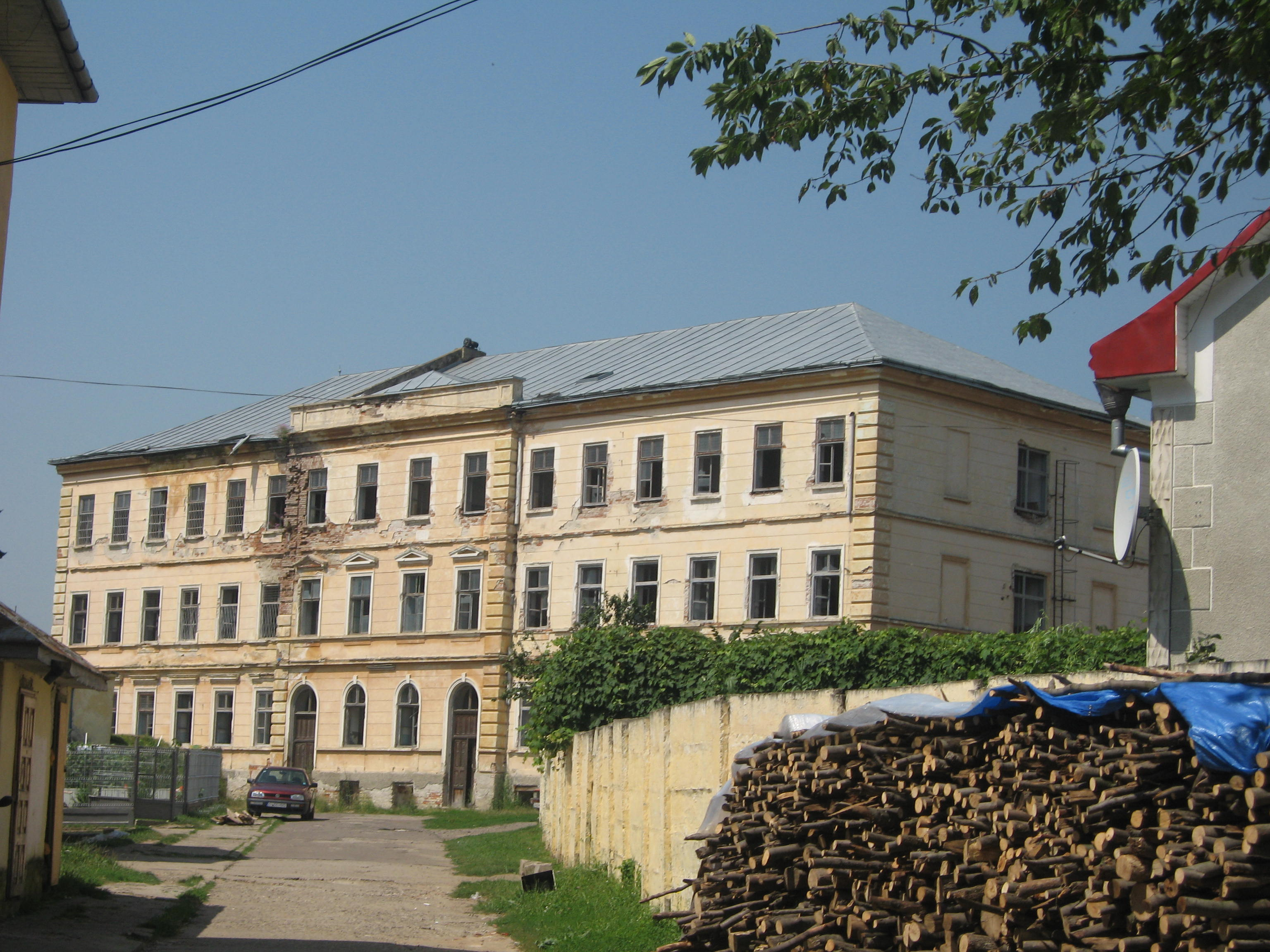
Лікарня
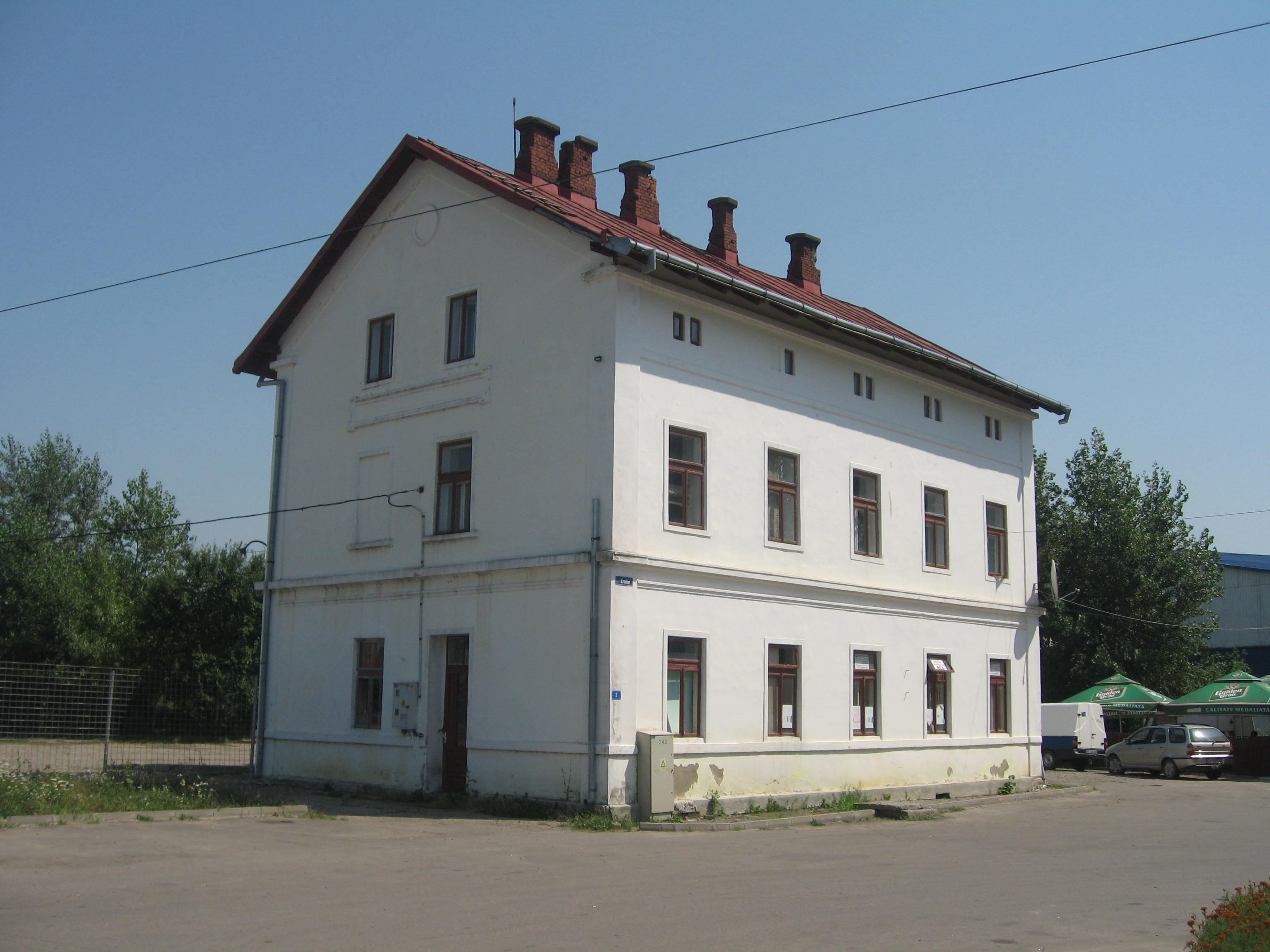
Старий вокзал
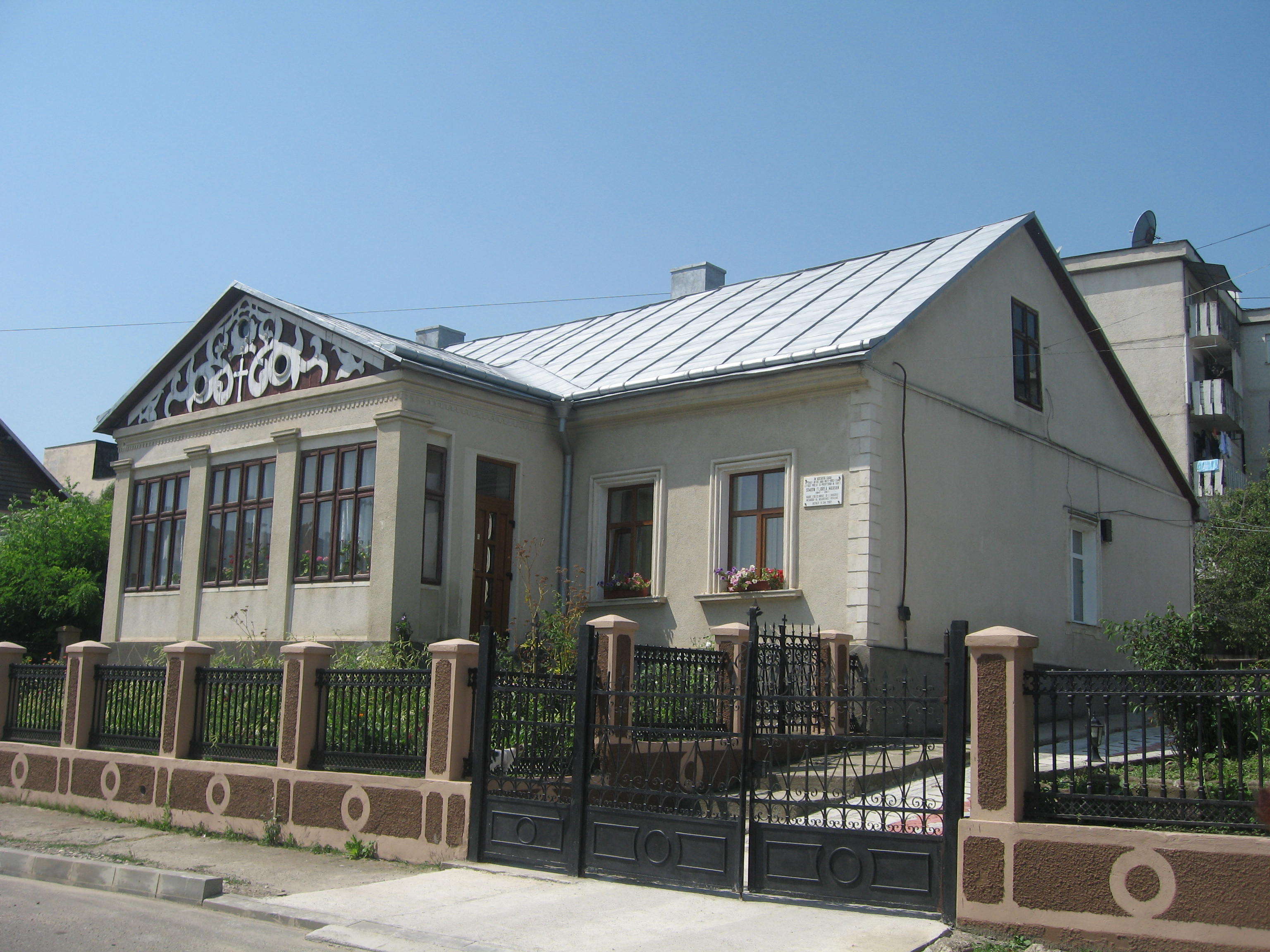
Будинок
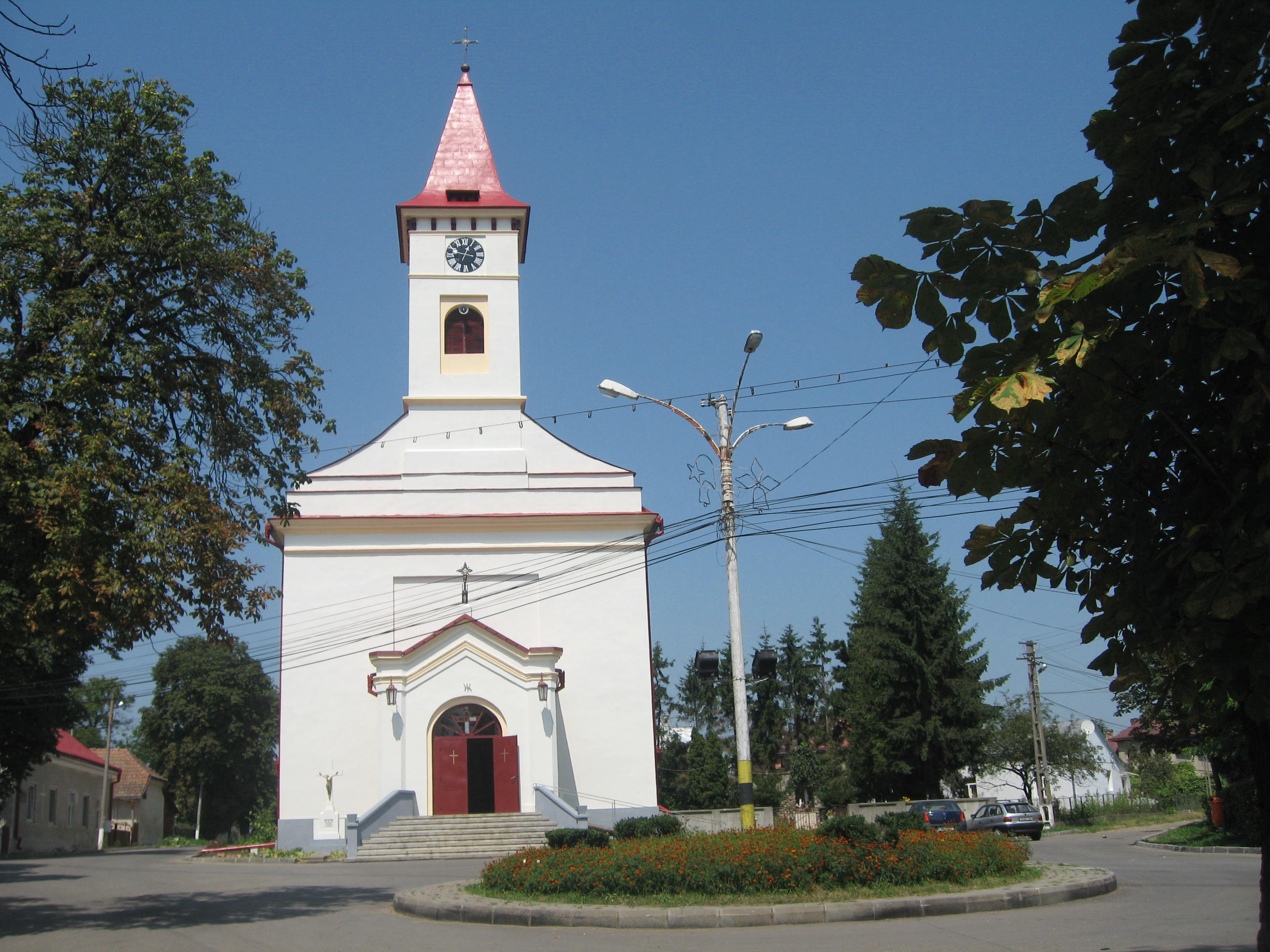
Римо-католицька церква
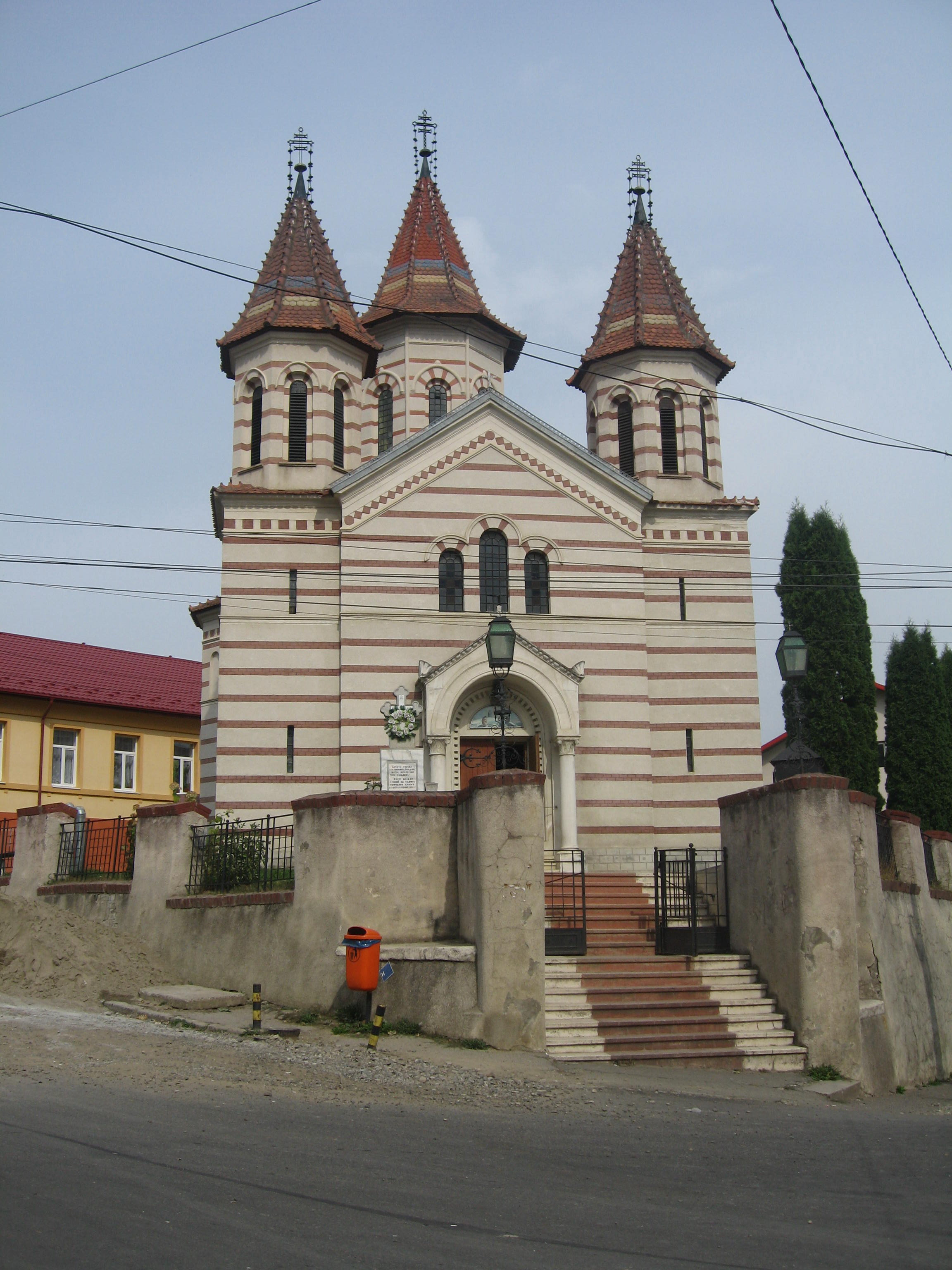
Українська Греко-Католицька церква
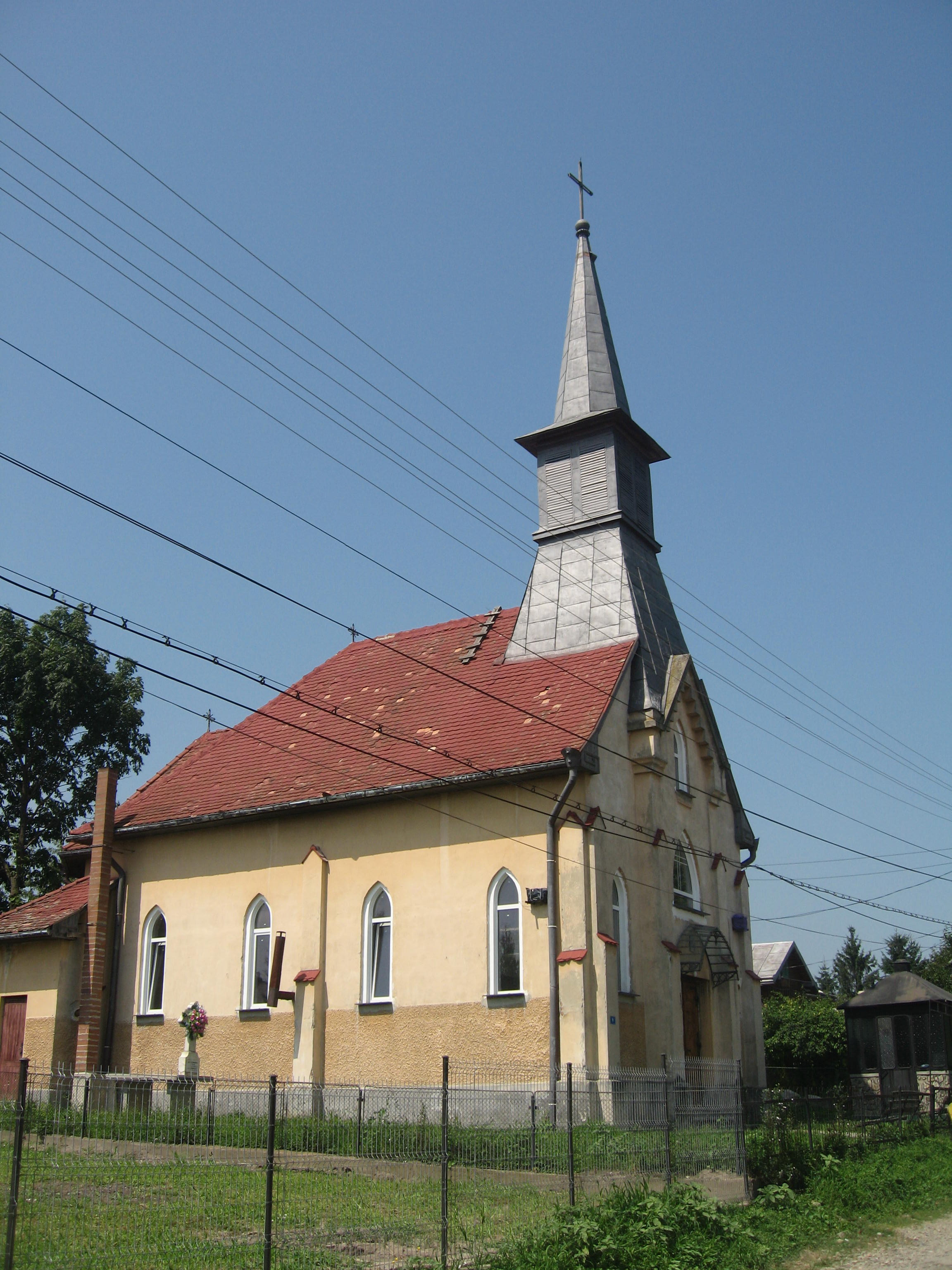
Православна церква